# Македонска патриотична организация „Пере Тошев“ (Джанстаун)
Македонската патриотична организация „Пере Тошев“ е секция на Македонската патриотична организация в Джанстаун, Пенсилвания, САЩ.  Основана е през 1923 година. Преоснована е на 7 октомври 1928 година. Дългогодишен секретар на дружеството е Григор Костов, който загива в голямото наводнение в града през 1936 година. Тогава е разрушен и организационния клуб на МПО „Пере Тошев“.